# Jacksons

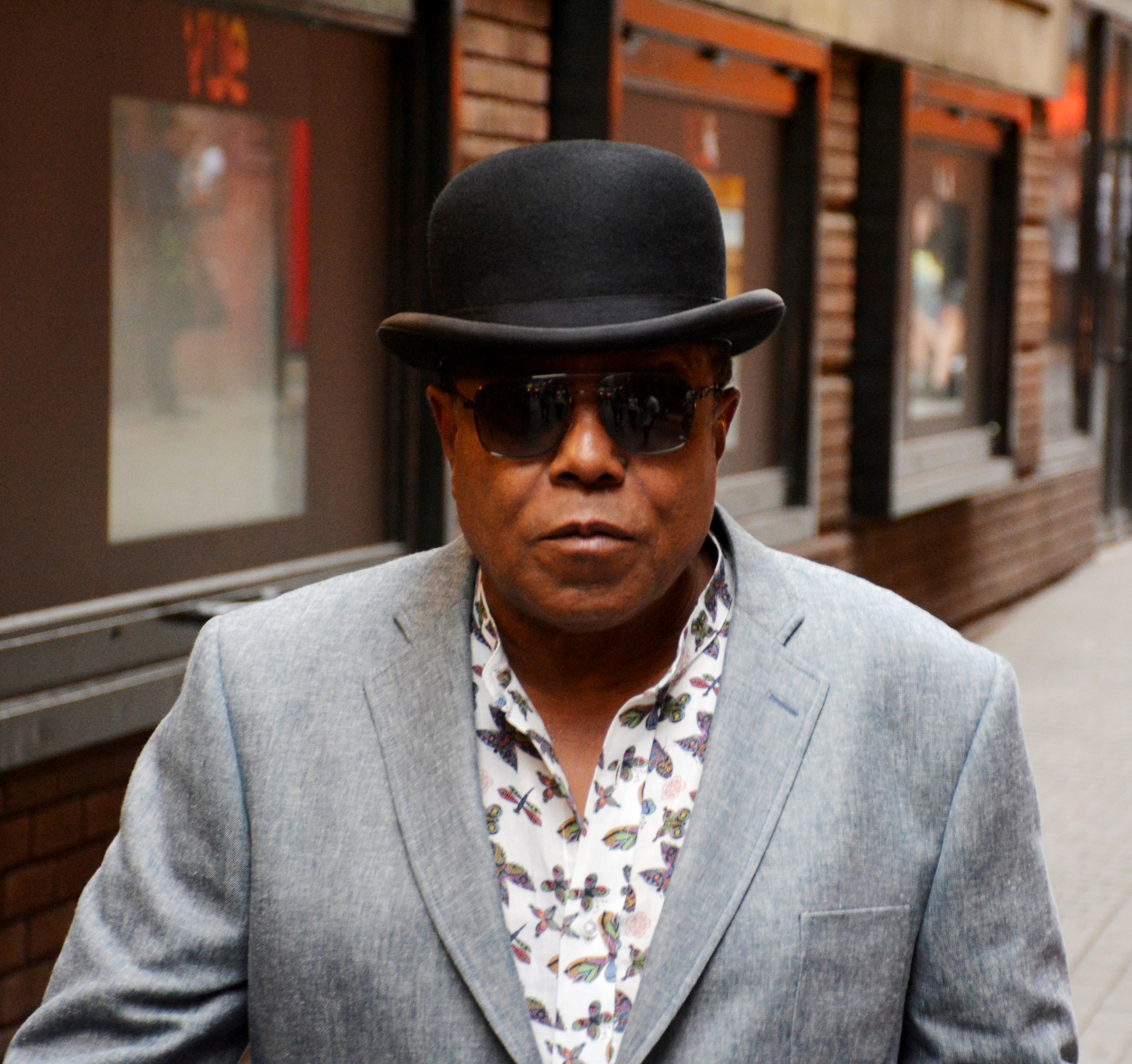
Tito Jackson (2017), člen skupiny The Jacksons

The Jacksons (v počátcích The Jackson 5, následně krátce J5 a po poslední změně opět The Jackson Five) je americké hudební kvinteto aktivní v období 1966–1990. Pochází z města Gary v Indianě a hráli R&B, soul, funk. Na začátku 70. let byli považováni za „hudební fenomén pop music“, přičemž právě tu odstartovali pozdější úspěšnou sólovou kariéru dva z její členů: Jermaine a úspěšnější Michael, nicméně Jermaine Jackson později zpíval sólově taky jako Michael (jejich sestra Janet nebyla členem skupiny, zazpívala si s bratry jen několikrát).
Původní skupinu Jackson 5 tvořilo pět synů Katherine a Josepha Jacksona: Jackie, Tito, Jermaine, Marlon a Michael. Joseph Jackson stál u zrodu této skupiny v roce 1962, působil v skupině jako manažer. V té době byli členy a původní sestavu tvořili Jackie, Tito, Jermaine a dvojice mladíků Reynaud Jones a Milford Hite. Po roku však do skupiny přišli Michael a Marlon a zformovali tak základní kvinteto kapely.
Nahrávat začali v Steeltown Records v roce 1967, leč v letech 1969 až 1975 měli jako Jackson 5 podepsanou smlouvu s Motown Records. V roce 1975 skupina změnila vydavatele, ten původní však nesouhlasil s dalším používáním názvu skupiny Jackson 5 mimo svou firmu, a tak bratři začali v Epic Records jako The Jacksons. Problém vznikl, když baskytarista Jermain, který se stal zetěm majitele Motown Records Berryho Gordyho, u něj zůstal. Jeho nástupcem se stal Tito, kterého předchozí místo pojal jejich nejmladší bratr Randy.
Jackson 5 byli významnou součástí éry tehdejší populární hudby, vydali 4 významné singly: I Want You Back, ABC, The Love You Save, a I'll Be There. Později vydali další hity jako Mama's Pearl, Never Can Say Goodbye a Dancing Machine.
Poté, co se Michael Jackson vydal na sólovou kariéru, popularita skupiny pomalu opadla – skupina však nikdy oficiálně svoji činnost neukončila.
Skupina byla obnovena v roce 2012 pro turné s názvem Unity Tour.

## Studiová alba

### Vydaná uMotown Records(jako Jackson 5)
- 1969: Diana Ross Presents The Jackson 5
- 1970: ABC
- 1970: Third Album
- 1970: Jackson 5 Christmas Album
- 1971: Maybe Tomorrow
- 1971: Goin' Back to Indiana
- 1972: Lookin' Through The Windows
- 1973: Skywriter
- 1973: Jackson 5 in Japan (jen v Japonsku, vydáno v USA fy Motown v r. 2004)
- 1973: Get It Together
- 1974: Dancing Machine
- 1975: Moving Violation
- 1976: Joyful Jukebox Music (kompilační album archivních skladeb)
- 1979: Boogie (kompilační album archivních skladeb)
- 1992: Jacksons: An American Dream Soundtrack
- sporadické výběrové alba jsou vydávány až do současnosti

### Vydaná uCBS(jako Jacksons)
- 1976: Jacksons
- 1977: Goin' Places
- 1978: Destiny
- 1980: Triumph
- 1981: Jacksons Live!
- 1984: Victory
- 1989: 2300 Jackson Street

## Kompilace

### Vydané u Motown Records (Jackson 5)
| rok  | název                          | prodej v USA | prodej ve světe |
| ---- | ------------------------------ | ------------ | --------------- |
| 1971 | Greatest Hits                  | 4.0 mil.     | 5.2 mil.        |
| 1976 | Anthology                      | 876,000      | 1.8 mil.        |
| 1995 | Soulsation!                    | -            | -               |
| 1995 | Jackson 5: Ultimate Collection | -            | -               |

### Vydané u CBS (Jacksons)
| rok  | název                 |
| ---- | --------------------- |
| 2004 | Essential Jacksons    |
| 2004 | Very Best of Jacksons |

## Ostatní alba
| rok  | název                 |
| ---- | --------------------- |
| 1993 | Children of the Light |
| 1999 | Steeltown Sessions    |
| 2007 | Jacksons Story        |